# Acraea lamborni
Acraea lamborni är en fjärilsart som beskrevs av Eltringham 1912. Acraea lamborni ingår i släktet Acraea och familjen praktfjärilar. Inga underarter finns listade i Catalogue of Life.